# Universidade de Orléans
A Universidade de Orléans (em francês: Université d'Orléans) é uma universidade francesa, na Academia de Orléans e Tours. Desde julho de 2015, é membro da associação universitária regional Universidade Confederada Leonardo da Vinci.

## História

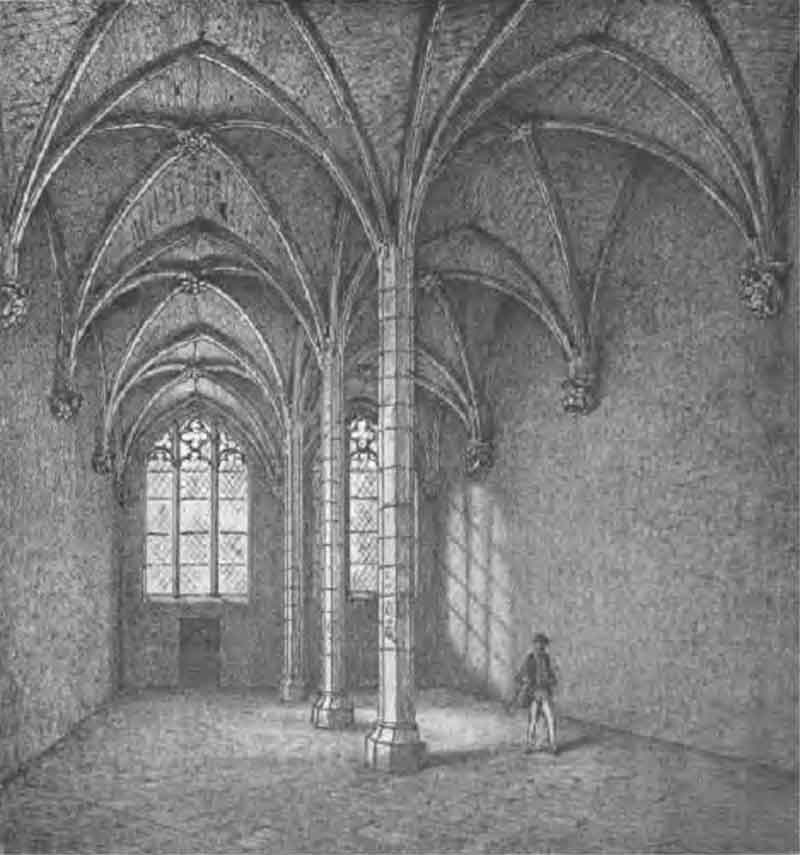
Universidade de Orléans, Grande Salão

Em 1230, quando por um tempo os doutores da Universidade de Paris foram dispersos, vários professores e discípulos refugiaram-se em Orléans; quando o papa Bonifácio VIII, em 1298, promulgou o sexto livro das Decretais, ele designou os doutores de Bolonha e os doutores de Orléans para comentá-lo.
São Ivo (1253–1303) estudou direito civil em Orléans, e o Papa Clemente V também estudou ali direito e letras; por uma bula papal publicada em Lyon, em 27 de janeiro de 1306, ele concedeu aos institutos de Orléans o título e os privilégios de uma universidade.
Doze papas posteriores concederam à nova universidade muitos privilégios. No século XIV, tinha até cinco mil estudantes da França, Alemanha, Lorena, Borgonha, Champagne, Picardia, Normandia, Touraine, Guiena e Escócia.
A universidade atual foi fundada em 1960, depois que sua predecessora medieval foi fechada em 1793 e incorporada à Universidade da França em 1808.

## Organização
A universidade está organizada em três Divisões de Ensino e Pesquisa (UFR):
- Direito, Economia e Gestão
- Literatura, Línguas e Ciências Humanas
- Ciência e Tecnologia

Além disso, possui:
- 4 Institutos Universitários de Tecnologia
- 1 Observatório de Ciências do Universo
- 1 Instituto Nacional Superior de Ensino e Educação
- 1 Escola de Engenharia
- 1 Escola de Cinesiologia[4]

## Pessoas notáveis

### Corpo docente

#### Antigo
- Robert Joseph Pothier (1699–1722), advogado.
- Daniel Jousse (1704–1781), advogado.

#### Moderno
- Pierre Roubertoux (nascido em 1937) - geneticista comportamental.
- Jeanne Henriette Louis (nascida em 1938) - professora emérita de civilização norte-americana
- Michel Cullin (1944 – 2020) - cientista político
- Morinobu Endo (nascido em 1946) - físico e químico japonês
- Christian Renoux (nascido em 1960) - historiador e ativista pela não-violência
- Nikolay Nenovsky (nascido em 1963) - economista búlgaro, trabalhando nos campos de teoria e política monetária
- Emmanuel Trélat (nascido em 1974) - matemático

### Ex-alunos

#### Antigos
- Emo da Frísia (c.1175–1237) - estudioso e abade frísio
- Eustache Deschamps (1346 – 1406 ou 1407) - poeta
- Walter de Coventre (falecido em 1371 ou 1372) - eclesiástico escocês
- Walter Forrester (falecido em 1425 ou 1426) - Bispo de Brechin, Escócia
- Henry de Lichton (falecido em 1440) - prelado e diplomata escocês, Bispo de Moray e Bispo de Aberdeen
- Oliver King (c.1432 – 1503) - Bispo de Exeter e Bispo de Bath e Wells
- Michel Bucy (1484 – 1511) - Arcebispo de Bourges
- João Calvino (1509–1564), influente teólogo francês, pastor e reformador durante a Reforma Protestante
- Anne du Bourg (1521, Riom – 1559) - magistrado, mártir protestante
- William Whittingham (c. 1524–1579) - Puritano inglês, tradutor da Bíblia de Genebra
- Claude Fauchet (1530 – 1602) - historiador, antiquário e pioneiro filólogo românico
- Anselmus de Boodt (Bruges, 1550 - 1632) - humanista, mineralogista, médico e naturalista
- François de Joyeuse (1562 – 1615) - clérigo e político
- Jørgen Bjelke (1621 – 1696) - oficial e nobre norueguês
- Molière (1622–1673), dramaturgo e ator francês, considerado um dos maiores mestres da comédia na literatura ocidental
- Pierre de Fermat (c. 1601 – 1665), mais conhecido por seu Princípio de Fermat para propagação da luz e seu Último Teorema de Fermat em teoria dos números
- São Ivo de Kermartin (falecido em 1303), patrono dos advogados
- Étienne de Mornay, conselheiro de Filipe IV, o Belo
- Johannes Reuchlin (1455–1522)
- Guillaume Budé (1468–1540) - estudioso e humanista
- Francis Bothwell, Procurador da Nação Escocesa em Orléans durante 1513–1514, posteriormente membro do Parlamento da Escócia e juiz
- Étienne de La Boétie (1530–1563) - escritor, poeta, teórico político
- Thomas Brooke alias Cobham (1533–1578) - nobre inglês, corsário, conspirador
- Agrippa d'Aubigné (1552–1630) - poeta, soldado, propagandista
- Mathieu Molé (1584 – 1656) - estadista
- Théophraste Renaudot (1586–1653) - médico, filantropo, jornalista
- Charles Perrault (1628–1703) - autor
- Johann Christoph Wagenseil (1633 - 1705) - historiador alemão, orientalista, jurista e hebraísta cristão
- Anthonie Heinsius (1641 – 1720) - Grande Pensionário da Holanda
- Conrad von Reventlow (1644 – 1708) - Grande Chanceler da Dinamarca
- Jean de La Bruyère (1645–1696) - filósofo
- Jacques Pierre Brissot (1754 – 1793) - membro destacado dos Girondinos
- Jacques Paul Migne (1800 – 1875) - teólogo
- Jean-Eugène Robert-Houdin (1805 – 1871) - relojoeiro, mágico e ilusionista
- Alphonse Magnien (1837 – 1902) - padre, teólogo, administrador acadêmico

#### Modernos
- Michel Jébrak (nascido c.1948) - geólogo
- Ibni Oumar Mahamat Saleh (1949 – desaparecido em 2008) político e líder da oposição no Chade
- Thomas Boni Yayi (nascido em 1951) - banqueiro e político, Presidente do Benim
- Charles-Éric Lemaignen (nascido em 1952) – político LR, vice-prefeito e presidente de Orléans
- François Bonneau (nascido em 1953, em Amilly, Loiret) educador, político PS
- Norbert-Bertrand Barbe - historiador da arte, semiólogo, artista e escritor
- Hussein Hajj Hassan (nascido em 1960) - político e ministro da indústria do Líbano
- Olivier Carré (nascido em 1961) - político independente; prefeito da cidade de Orléans
- Patrick Grant (nascido em 1972) - estilista e empresário escocês
- Jeannette Bougrab (nascida em 1973, em Déols) advogada e política francesa UMP

### Recipientes de doutorado honorário
- Isaac Ehrlich (nascido em 1938, em Israel) - economista
- Horst Möller (nascido em 1943, em Breslau) - historiador contemporâneo alemão
- Józef Dulak (nascido em 1962 em Nowy Sącz) - cientista polonês e professor de ciências biológicas